# Hrabstwo Esperance
Hrabstwo Esperance – jednostka samorządu lokalnego południowej części stanu Australia Zachodnia. Liczy 12 965 mieszkańców (2006) i zajmuje powierzchnię 42 547 km². Ponad 3/4 ludności mieszka w mieście Esperance, będącym też ośrodkiem administracyjnym hrabstwa. Inne większe skupiska ludzkie to Cascade, Condingup, Coomalbidgup, Dalyup, Gibson, Grass Patch, Israelite Bay, Neridup, Salmon Gums i Scaddan. W granicach hrabstwa znajdują się też dwa parki narodowe: Cape Arid i Cape Le Grand. 
Hrabstwo powstało w 1895 jako Zarząd Dróg Esperance. Obecny status uzyskało po reformie administracyjnej z 1961 roku.
W lipcu 1979 na terenie hrabstwa rozbiła się znaczna część szczątków wycofywanej z użytku, amerykańskiej stacji kosmicznej Skylab. Władze hrabstwa ukarały NASA mandatem w wysokości 400 dolarów amerykańskich za zaśmiecanie terenu publicznego. Został on zapłacony dopiero po 30 latach, z inicjatywy grupy słuchaczy pewnej rozgłośni radiowej, którzy zrzucili się na pokrycie kary.